# Montse Badía
Montserrat Badía Moré (Barcelona, 25 de enero de 1965) es una historiadora del arte, comisaria independiente española de origen libanés conocida como Montse Badía. En los proyectos que realiza, desde el año 2002 está especializada en el  arte en línea "new media", y vídeo creación. Es Miembro del comité asesor de la Fundación Yaxs. Es cofundadora y codirectora de la platafroma en línea A*Desk. Instituto Independiente de Crítica y Arte Contemporáneo desde el año 2002 y directora artística desde el año 2006 de la colección de arte contemporáneo denominada Cal Cego.

## Trayectoria profesional
En su larga carrera profesional como crítica de arte, ha ejercido en todas las facetas del arte contemporáneo como crítica, gestora, comisaria de exposiciones, docente aportando una visión actual del arte que impregna todos los proyectos que realiza.  En la entrevista que le ha realizado Arteinformado el 30 de marzo de 2020, declara la importancia del arte y  la cultura en la vida y principalmente en el período de confinamiento que se ha vivido durante la pandemia del COVID19 en el año 2020. Según sus palabras:

Está en nuestra mano poner en valor nuestro trabajo, demostrar, una vez más, la importancia del arte y la cultura""Es un reto para todos, y especialmente para las instituciones ahora mismo, porque tienen la oportunidad de mostrar cual es su aportación social" "Esperemos que esta sea la oportunidad para que las cosas sean un poco más razonables y sostenibles, y podamos apostar más por la calidad de los contenidos que por la aceleración" Toca reinventarse, siempre. Pienso que todo el sistema (el del arte, pero también el económico, el político, etc.) va a cambiar. Hemos llegado a un punto de saturación y de inflación, de insostenibilidad que era evidente que por algún lado tenía que estallar.

Es miembro de AICA (International Assotation of Art Critics) , ACCA (Associació Catalana de Crítics d’Art)e IKT (International Curators Association).

### Formación
Licenciada en historia del arte por la Universidad de Barcelona. 1983-1988, amplia su formación con una beca de investigación sobre los diferentes modelos de apoyo a la creación de la Generalidad de Cataluña entre el año 1992 al 1994. Posteriormente asiste al International Curatorial Programm a De Appel Foundation en Ámsterdam. 1999-2000, así como una residencia de comisariado en Berlín en el año 2003 en la  Künstlerhaus Bethanien, Berlin (Philip Morris Grant).

### Docencia
Badía ejerce como profesora en diferentes instituciones catalanas sobre el arte y los nuevos medios, teoría de la imagen, entre otros temas. de Historia del Arte asociada de la Universidad de Barcelona. Es directora del máster en Arte Contemporáneo: Contexto, Mediación y Gestión de IL3- UB desde el año 2019. Codirectora de los programas educativos i de formación de A*DESK, desde 2007. Imparte múltiples talleres sobre la gestión del comisariado en diferentes instituciones.
- Profesora de la asignatura Comisariado y coleccionismo de arte actual (Master en Arte Actual, IL3-UB), desde 2007[6]
- Profesora de la asignatura Teoría de la Imagen. Escuela Massana, 2008-2009[7]
- Profesora en ESDI – Universidad Ramon Llulll. Master Oficial en Comisariado en Nuevos Medios. Barcelona, 2007-2013[8]
- Curatorial workshop. Det fynskekustakademi. Odense, Dinamarca, 2005-2006
- Directora de Mind the Gap. QUAM  (H. Asociación de las Artes Visuales, Diputación de Barcelona y Generalidad de Cataluña), 2005[9]
- Profesora invitada en Goldsmith College, Londres, 2003[10]
- Curso Aproximación al Arte Contemporáneo con David G. Torres, Fundació "la Caixa", Barcelona, 2002-2003[11]
- Profesora de Arte del siglo XX y Arte catalán, Universidad Abierta de Cataluña (UOC1997-1998)[12]

### Conferencias y seminarios
- Es solicitada para impartir conferencias y seminarios en diferentes ciudades como en Cataluña en la Universidad de Barcelona, 2002, 2003, 2004, 2005, 2014, 2015; Fundació “la Caixa”, Barcelona 2003, 2014; la feria de video arte de Barcelona Loop,en los años  2006, 2015; QUAM, Barcelona, 2002, 2014;  Universidad Rovira i Virgili, Tarragona, 2015, Universidad Internacional de Cataluña (UIC), Barcelona, 2016.[13]
- En Madrid en el año 2005 en el Centro Cultural Conde Duque gestionado por el  Ayuntamiento de Madrid y por la Comunidad de Madrid en la sala del  Canal Isabel II, en la Feria de Arte Contemporáneo ARCO, Madrid, 2002 y  2016; Umea Universitet (Estocolm), 2014 entre otros.[14]

### Comisariado de exposiciones
Ha comisariado numerosas exposiciones  colectivas e individuales de artistas en las principales instituciones tanto españolas com internacionales. En De Appel Foundation (Ámsterdam), Apex Art (Nueva York), Künstlerhaus Bethanien (Berlín), MACBA (Museo de Arte Contemporáneo de Barcelona) y Fundación “la Caixa” (Barcelona). Comisaria asociada en el Espai 13 de la Fundación Joan Miró y en el Centro de Arte Santa Mónica.  Exposiciones individuales como en la Fundación Tapies de Barcelona, comisarió la exposición de la artista catalana Eulalia Valdosera en el año 1996.

## Publicaciones
Badia ha colaborado en diversas publicaciones especializadas como Transversal, arts.zin, Untitled (Londres), Nu: The Nordic Art Review (Estocolmo), Tema Celeste (Milán),  y las españolas ARCO y periódicamente en la revista Bonart en cuya revista publica críticas de artistas contemporáneos.